# Forêt de séquoias, Whakarewarewa
La forêt de séquoias côtier de Whakarewarewa est située à la périphérie de la ville de Rotorua, en Nouvelle-Zélande. C'est dans la zone thermale du site que le reboisement de cette forêt  grande d'une superficie de 6 hectares, 15 acres, s'est effectué avec des séquoias californiens. La parcelle fait partie de la plus grande forêt d'État de Whakarewarewa dans la région géothermique de  la zone volcanique de Taupo.

## Historique
Les séquoias côtiers californiens (Sequoia sempervirens) ont été plantés au début du  XXe siècle  dans le cadre d'un programme visant à évaluer la viabilité de diverses espèces d'arbres exotiques pour la forestation de la Nouvelle-Zélande. Par la suite, ces arbres ont poussé plus vite qu'en Californie, leur pays d'origine, en raison du sol néozélandais plus fertile et du fait que les précipitations sont plus élevées dans la région, ils ont atteint une hauteur de plus de 70 m ( 230 pieds),  100 ans après leur plantation. Le séquoia le plus haut de la forêt mesure 75 m de haut.

## Redwood Memorial Grove une zone protégée

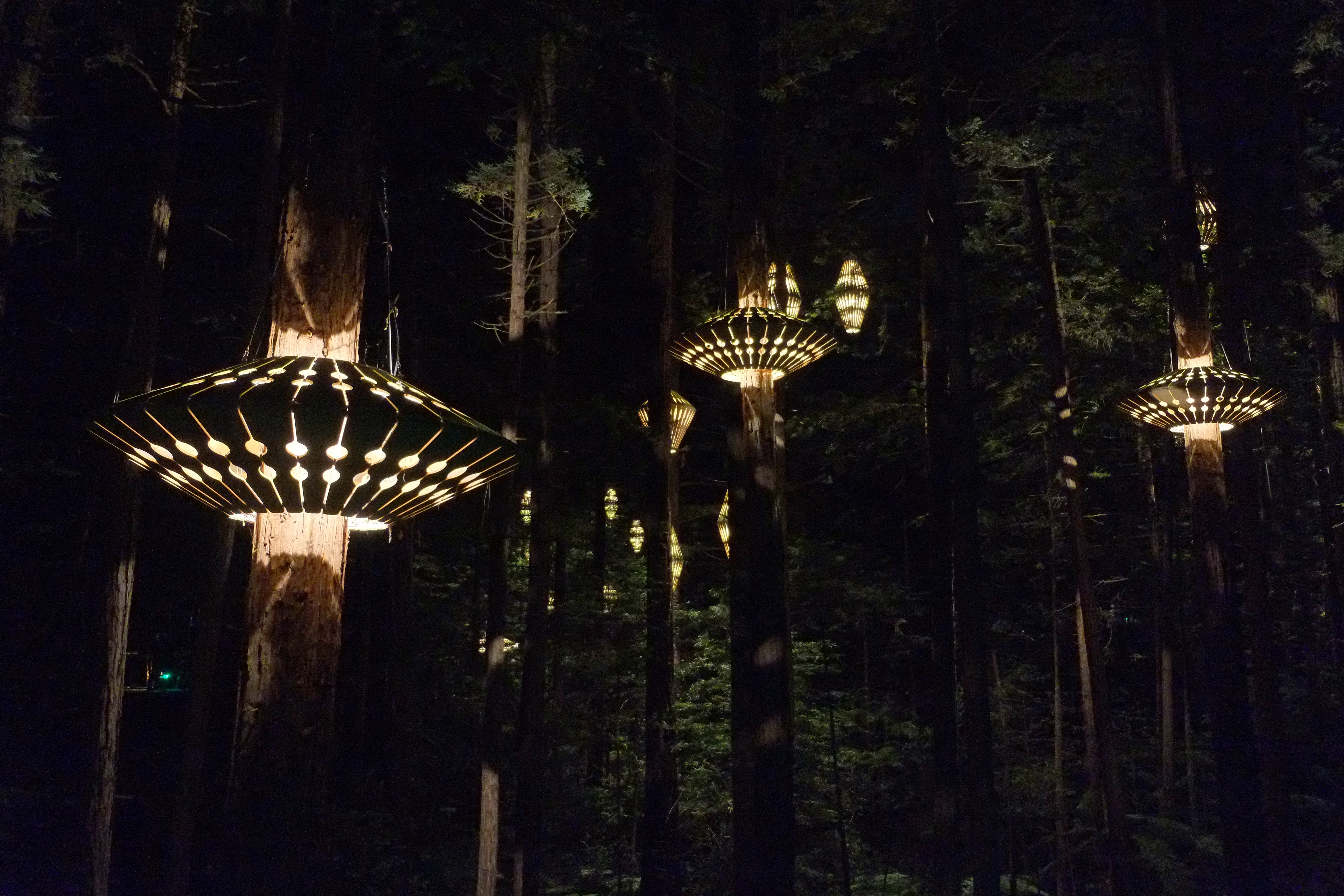
sculptures de lanternes en bois

La zone, également appelée "Redwood Memorial Grove", est maintenant protégée: elle est devenue populaire par son côté récréatif, ses pistes de vélo de montagne et la passerelle de la canopée Redwoods Treewalk suspendue entre les troncs des séquoias. Au-dessus de la passerelle, des sculptures de lanternes en bois sont également suspendues entre les grands troncs d'arbres. La nuit, ceux-ci sont éclairés et des spots colorés illuminent une partie de la végétation du sol forestier et des fougères arborescentes. La forêt abrite également des espèces d'oiseaux menacées telles que le faucon de Nouvelle-Zélande , le merle de l'île du Nord et parfois Whitehead (oiseau). Depuis lors, à la périphérie aride de la forêt principale où les touristes font du vélo, des centaines de jeunes arbres de séquoia âgés de un à cinq ans y ont été plantés pour étendre non seulement la forêt, mais aussi l'espace de vie des animaux qui y nichent et y vivent.

Forêt de Redwoods Treewalk, sculptures de lanternes en bois
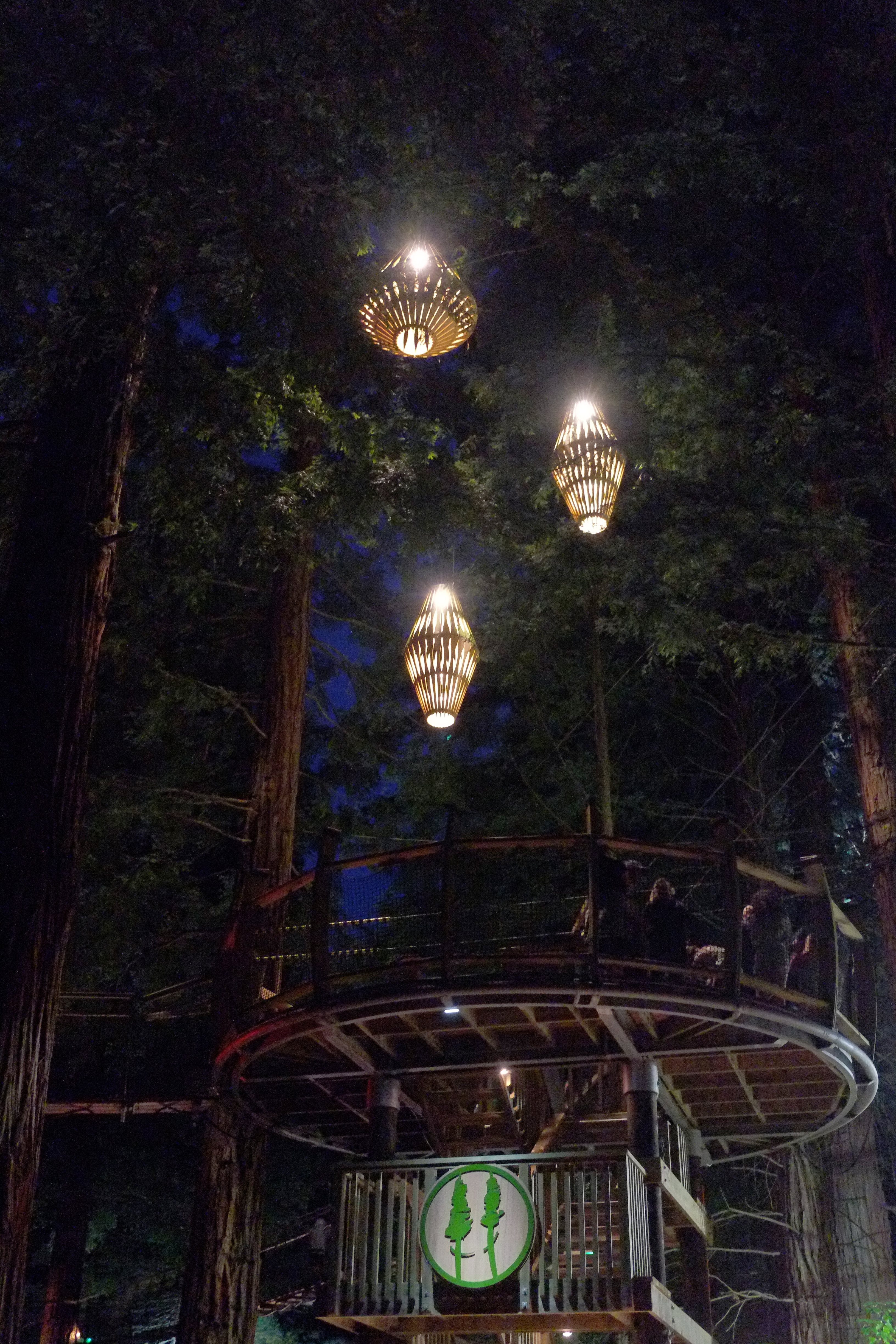
Forêt de Redwoods Treewalk
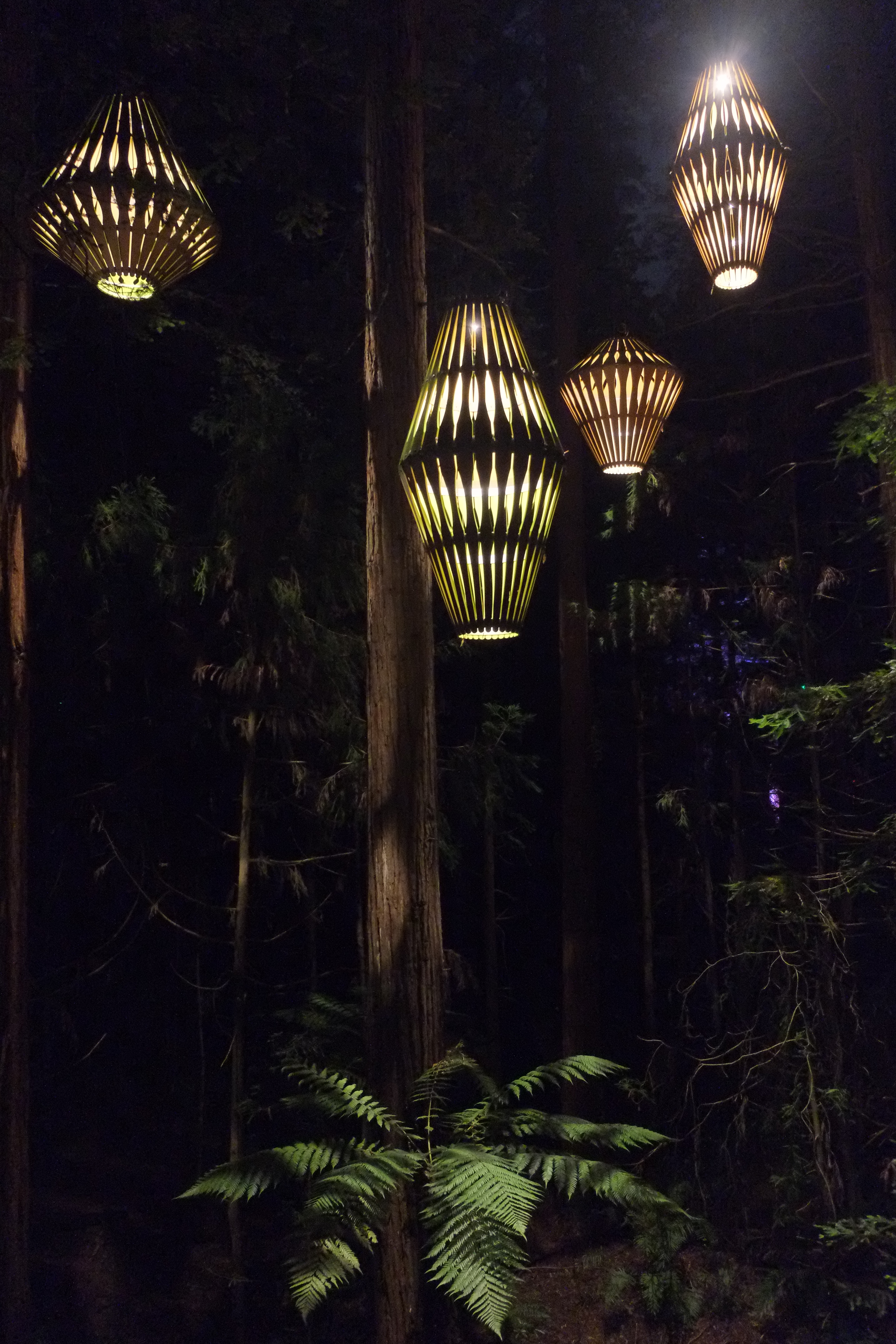
Forêt de Redwoods Treewalk